# Eurogramma
Eurogramma là một chi bướm đêm thuộc họ Erebidae.